# Oliver Dassing
Oliver Dassing (* in den 1960er-Jahren in Rostock) ist ein deutscher Schauspieler.

## Leben
Oliver Dassing wurde in Rostock geboren und wuchs in Halle/Saale auf.
Dassing absolvierte von 1987 bis 1991 eine professionelle Schauspielausbildung an der Hochschule für Schauspielkunst Ernst Busch in Ost-Berlin. Als Bühnendarsteller wirkte er nach der Wiedervereinigung in mehreren Theaterstücken mit, so unter anderem auch am Theater Chemnitz, am Theater Vorpommern, an den Uckermärkischen Bühnen Schwedt, am Thalia Theater Halle oder an den Münchner Kammerspielen. Er wirkte seit 1994 als Schauspieler vor der Kamera in mehreren Film-und-Fernsehproduktionen mit, dabei oftmals in Nebenrollen. Daneben ist Dassing auch als Puppenspieler, Pyrotechniker und Synchronsprecher tätig.
Dassing lebt mit seiner Partnerin, der Schauspielerin und Regisseurin Marlies Hirche (* 1953), in Berlin. Neben seiner Muttersprache Deutsch spricht er auch Englisch, Russisch, Französisch und Italienisch.

## Filmografie
- 1994: Gullivers Reise (Kurzfilm)
- 2007: Happy Hour (Kurzfilm)
- 2012: Die ewige Flamme
- 2019: Bartholomäus und die vierte Elfe
- 2020: Schneewittchen am See
- 2022: Honecker und der Pastor
- 2023: Jenseits der Spree (Fernsehserie, 1 Folge)
- 2024: SOKO Wismar (Fernsehserie, 1 Folge)